# Carlos Stella
Carlos Stella (* 1961 in Buenos Aires) ist ein argentinischer Komponist.
Stella studierte Klavier am Conservatorio Nacional de Música in Buenos Aires und autodidaktisch Komposition. Er wurde von Krzysztof Penderecki 1985 an die Musikakademie Krakau eingeladen. Zurück in Buenos Aires, erhielt er andere Stipendien vom Fondo Nacional de las Artes und der Stiftung Antorchas und begann am Teatro del Sur mit dem Regisseur Alberto Félix Alberto zu arbeiten. Er lebt seit 1999 in Berlin.
Sein Stil zeichnet sich durch die Kombination von Elementen verschiedener Musiktraditionen aus, wie etwa Gagaku, Nō und Kabuki, Sequenzen und Tropen, Ragam-tanam-pallavi, Barock und Rokoko, Kebyar, Blaskapellen, thailändischem Piphat, Zirkusmusik, Gamelan, Organa, Tango, tibetanischer Ritualmusik etc. und durch die Erforschung der Möglichkeiten von Variation, Imitation, Parodie, Montage, Transkription, Kopie, Zitat, Paraphrase, Tropus und Wiederholung. Typisch ist auch seine Benutzung von Ideen wie die des Kaleidoskops, des Labyrinths, des Mosaiks, der Spirale, des Echos und des Spiegels.

## Werke
- der frosch, der mond, buddha und ich, nach Haikus von Basho, Issa, Buson und Shiki, für Frauenstimme und Klavier
- transformation eines eigenen themas in ein anderes von beethoven für 3 Hörner
- orchesterstücke mit spiegeln und einem kontratenor
- trio: or, commedia für Oboe, Basstrompete und Tuba
- quartett: pastiches, parodien und variationen über zwei themen von stravinsky und berio für Klarinette piccolo, Posaune, Xylorimba und Vibraphon
- sinfonia containing various themes which may or may not be recognized by the listener; with many parodies, imitations, variations and mere repetitions affecting them (sinfonie, die mehrere themen enthält, welche vom zuhörer erkannt oder nicht erkannt werden können; mit vielen sich auf sie beziehenden parodien, nachahmungen, variationen und bloßen wiederholungen) für 31 Spieler
- duetto: eine parodie, ein transkript und eine imitation von beckett für Fagott und Cello
- hockney's choclo: 10 variationen, imitationen und paraphrasen über piazzollas arrangement des tango 'el choclo' nach einem bild von david hockney für Akkordeon, Klavier, Geige, E-Gitarre und Bass
- adieu à venise, nach einem Gedicht von Georges Perec, für Frauenstimme und Akkordeon
- klavierstück in form eines aus mehreren ab- und umwandlungen, übertragungen und nachahmungen bekannter und unbekannter motive zusammengesetzten mosaiks
- the indian post: a piece for wind orchestra based on a march by sousa after a south indian form
- 15 sätze aus la muerte en marcha für Orchester
- brahms im spiegelkabinett für Piccoloflöte, Violoncello und Klavier
- warum rauchst so viel, lili? nach einem Stück von Tennessee Williams, für Akkordeon und Klavier
- after all, vinnie, I am your mother! (ein stück für zwei solisten und continuo, ein streichtrio und kagebayashi) für Englischhorn, Trompete, Gitarre, Violine, Viola, Violoncello, Kontratenor und Klavier
- antigonai (eine oper aus fragmenten nach sophokles und hölderlin für drei chöre und ein frauentrio)
- 30 lieder a cappella für Eugenia Visconti.

## Musik für Theater, Film und Video
- tango varsoviano und en los zaguanes ángeles muertos von Alberto Félix Alberto
- europa y el toro von Tulio Stella unter der Regie Albertos
- tres obras breves y modernas von Tulio Stella
- dos piezas breves de samuel beckett von César Repetto
- tríptico de exilio von Sergio de Loof
- clowns von Daniel Gentile
- la pasión según san juan von Narcisa Hirsch
- mañana von Lilian Morello
- billard um halb zehn von Manfred Dörner